# Síndrome CHARGE
El síndrome CHARGE hace referencia a un síndrome polimalformativo que incluye coloboma (C), malformaciones cardiacas (H), atresia de coanas (A), retraso psicomotor y/o en el crecimiento (R), hipoplasia de genitales (G), malformaciones auriculares y/o sordera (E).

## Historia
El doctor B.D. Hall lo describió por primera vez en 1979 en un artículo sobre 17 niños que habían nacido con atresia de las coanas. Casi al mismo tiempo, el Dr. H. M. Hittner también observó que todo el grupo de 10 niños que tenía atresia de las coanas compartía un coloboma, un defecto cardiaco congénito y pérdida de audición.  Usando tanto el coloboma o la atresia de las coanas y otras malformaciones características relacionadas, el Dr. R.A. Pagon acuñó por primera vez el término CHARGE. Al elegir este acrónimo, el Dr. Pagon intentó enfatizar en que este conjunto de malformaciones asociadas ocurren simultáneamente.

## Diagnóstico

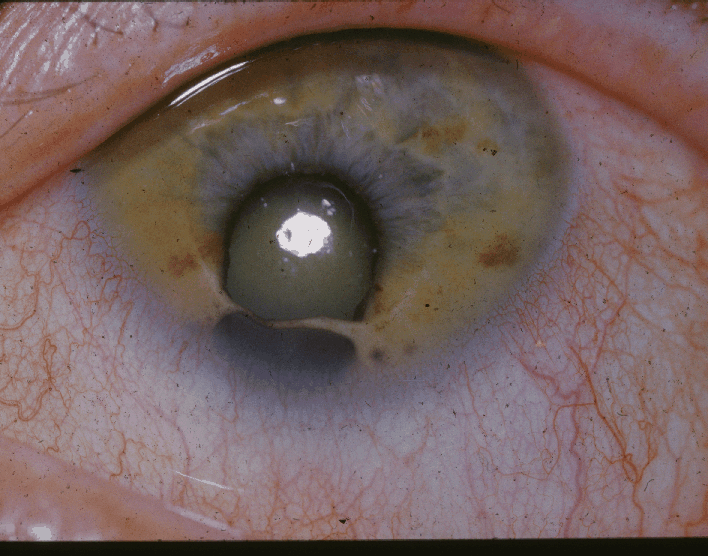
Coloboma

El diagnóstico del síndrome de CHARGE a menudo se pierde, debido a la rareza de la enfermedad. Sin embargo, este síndrome se extiende por muchas disciplinas, pero puede ser diagnosticada por el pediatra, cirujano oral y maxilofacial, otorrinolaringólogo, oftalmólogo, cardiólogo, urólogo, especialistas en desarrollo, radiólogos o genetistas.
El acrónimo CHARGE fue adoptado en 1981. Los siguientes son los signos que se identifican originalmente en los niños que padecen la enfermedad, pero estas características por sí solas ya no se utilizan en el diagnóstico oficial.
- C: coloboma ocular
- H: cardiopatía
- A: atresia de las coanas
- R: retraso del crecimiento y/o desarrollo
- G: hipoplasia genital
- E: anomalías del pabellón auricular y/o sordera

## Genética
El síndrome CHARGE era llamado asociación CHARGE, que indica un patrón no aleatorio de anomalías congénitas que ocurren conjuntamente con mayor frecuencia  a la que se podría esperar de forma aleatoria. Pocas personas con CHARGE tendrán todas sus características conocidas. En el 2004, se descubrieron mutaciones del gen CHD7, localizado en el cromosoma 8, en 10 de los 17 pacientes de un estudio realizado en los Países Bajos, haciendo a CHARGE oficialmente un síndrome. Un estudio posterior en los Estados Unidos de 110 individuos con el síndrome de CHARGE mostró que el 60% tenían una mutación del gen CHD7.
CHD7 es un miembro de las proteínas helicasas con cromodominio de unión a ADN (CHD) que juega un rol fundamental en la regulación de la transcripción a través de la remodelación de la cromatina.